# 方廷 (印第安納州)
方廷（英語：Fountain）是位於美國印地安納州方廷縣的一個非建制地區。該地的面積和人口皆未知。